# Euphorbia trigona
 (mars 2022).
La mise en forme du texte ne suit pas les recommandations de Wikipédia : il faut le « wikifier ».
Les points d'amélioration suivants sont les cas les plus fréquents. Le détail des points à revoir est peut-être précisé sur la page de discussion.
- Les titres sont pré-formatés par le logiciel. Ils ne sont ni en capitales, ni en gras.
- Le texte ne doit pas être écrit en capitales (les noms de famille non plus), ni en gras, ni en italique, ni en « petit »…
- Le gras n'est utilisé que pour surligner le titre de l'article dans l'introduction, une seule fois.
- L'italique est rarement utilisé : mots en langue étrangère, titres d'œuvres, noms de bateaux, etc.
- Les citations ne sont pas en italique mais en corps de texte normal. Elles sont entourées par des guillemets français : « et ».
- Les listes à puces sont à éviter, des paragraphes rédigés étant largement préférés. Les tableaux sont à réserver à la présentation de données structurées (résultats, etc.).
- Les appels de note de bas de page (petits chiffres en exposant, introduits par l'outil «  Source ») sont à placer entre la fin de phrase et le point final[comme ça].
- Les liens internes (vers d'autres articles de Wikipédia) sont à choisir avec parcimonie. Créez des liens vers des articles approfondissant le sujet. Les termes génériques sans rapport avec le sujet sont à éviter, ainsi que les répétitions de liens vers un même terme.
- Les liens externes sont à placer uniquement dans une section « Liens externes », à la fin de l'article. Ces liens sont à choisir avec parcimonie suivant les règles définies. Si un lien sert de source à l'article, son insertion dans le texte est à faire par les notes de bas de page.
- La présentation des références doit suivre les conventions bibliographiques. Il est recommandé d'utiliser les modèles {{Ouvrage}}, {{Chapitre}}, {{Article}}, {{Lien web}} et/ou {{Bibliographie}}. Le mode d'édition visuel peut mettre en forme automatiquement les références.
- Insérer une infobox (cadre d'informations à droite) n'est pas obligatoire pour parachever la mise en page.

Pour une aide détaillée, merci de consulter Aide:Wikification.
Si vous pensez que ces points ont été résolus, vous pouvez retirer ce bandeau et améliorer la mise en forme d'un autre article.
Espèce
Synonymes
- Euphorbia hermentiana Lem. [1]

Euphorbia trigona est une espèce de plantes à fleurs du genre Euphorbia et de la famille des Euphorbiaceae originaire du sud-est de l'Afrique (rivière Graboon). On peut la trouver depuis le Gabon jusqu’au Malawi.

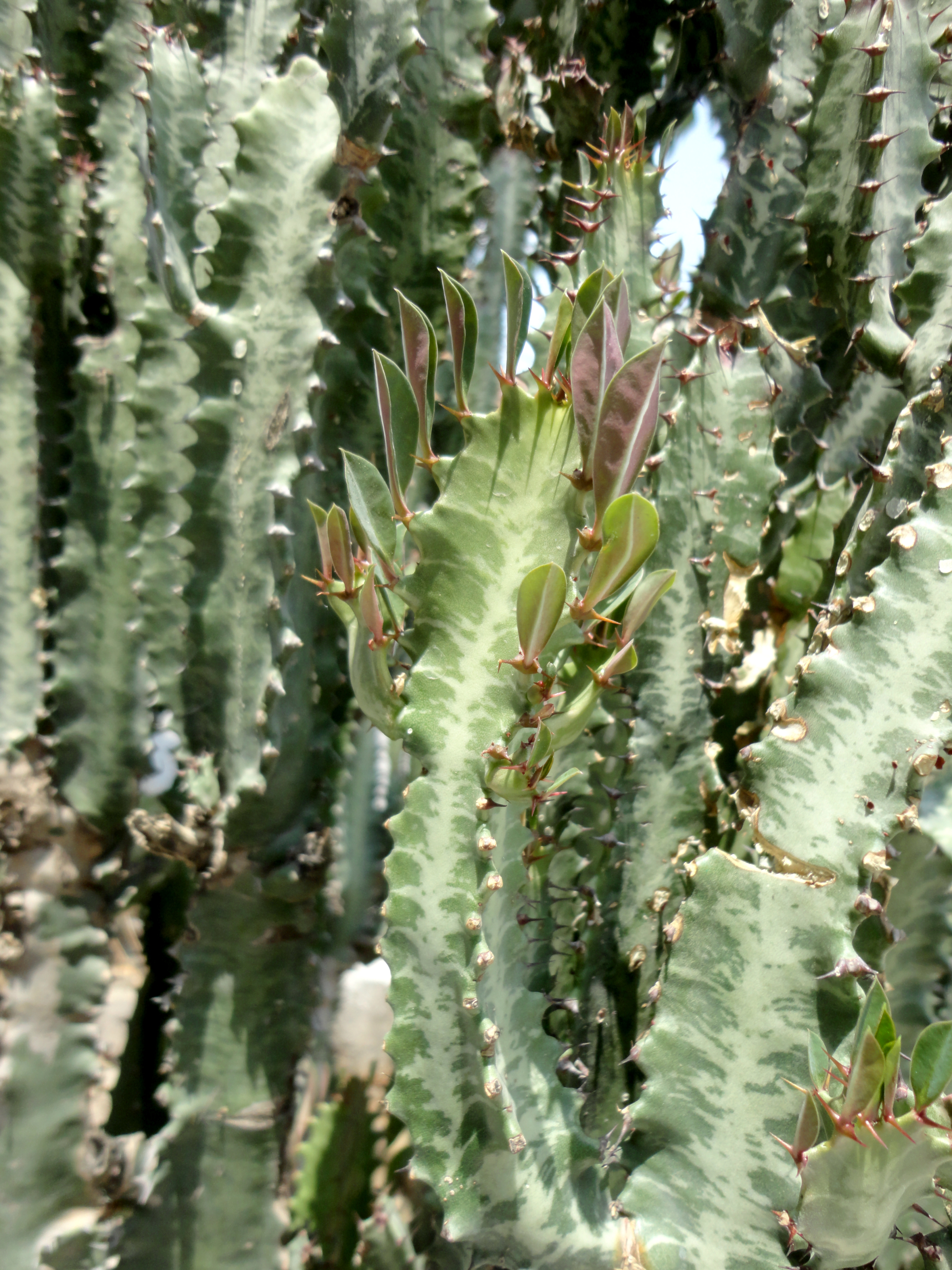
Détail des tiges.

## Caractéristiques
Plante succulente à tiges dressées divisées en segments de 15-25 cm séparés par des étranglements, panachées de vert (avec le temps elles acquièrent une forme touffue) entre 4 et 6 cm de diamètre, 3 ou 4 côtes pointues et prononcées, aux bords ondulés et déchiquetés. Épines spatulées et acuminées de 2 à 4 mm, brun rougeâtre. Feuilles de 3 à 5 cm de long, spatulées et terminées par un mucron très court. Elles restent généralement longtemps sur la plante si la température et l'irrigation sont adéquates.

## Culture
Lorsqu'elle se cultive en plante ornementale, elle requiert un substrat plus riche que la plupart des cactus ou succulentes, en ajoutant 10 % de tourbe fertilisée ou  avec un paillis de feuilles. Elle tolère une température de  −3 °C, en dessous de cela, elle perdra probablement ses feuilles, avec des risques de brulure sur certaines tiges . L'éclairage le plus approprié est une ombre légère dans les climats très chauds. Elle est multipliée par des boutures de tige ou par semis. Comme les autres espèces de ce genre à feuilles, Euphorbia trigona est souvent attaquée par les Aleurodes.

## Taxonomie
Euphorbia trigona a été décrite par Philip Miller et publié en The Gardeners Dictionary:... huitième Edition N° 3. en 1768.
Étymologie
Euphorbia : Nom générique dérivé de Euphorbus qui était le médecin du  roi grec Juba II de Mauritanie (52  av. J.-C. - 23 ap. JC ) . En son honneur – ou en allusion à son gros ventre –  puisqu'il usait d'un médicament à base d'Euphorbia resinifera. En 1753, Linné a assigné ce nom à tout le genre .
trigona : Épithète Latin qui signifie « avec trois angles ».
Synonyme
- Euphorbia hermentiana Lem[6].